# فيوليت زابو
فيوليت رين إليزابيث زابو (بالفرنسية: Violette Szabo)‏ (ولدت في 27 يونيو عام 1921 وتوفيت في 5 فبراير عام 1945)، كانت عميلة خاصة فرنسية/بريطانية خلال الحرب العالمية الثانية وتلقت صليب جورج كتكريم لها بعد وفاتها. خلال مهمتها الثانية إلى فرنسا المحتلة، ألقي القبض على زابو من قبل الجيش الألماني واستجوابها تحت التعذيب قبل أن تُرسل للإعدام في معسكر رافنسبروك الألماني.

## نشأتها
ولدت فيوليت زابو في باريس، فرنسا عام 1921. وكانت المولود الثاني من بين خمسة أبناء، والابنة الوحيدة لتشارلز جورج بوشيل، وهو ابن جابي ضرائب من قرية همبستيد نرريس. عمل جورج كسائق تاكسي وبائع للسيارات وصاحب متجر خلال الحرب العالمية الثانية. كانت أمها رين بلانش ليروي من مقاطعة سوم الفرنسية تعمل خياطة. التقى الزوجان خلال فترة الحرب في فرنسا عندما كان بوشيل سائق حربي في الجيش البريطاني، وانتقل لاحقًا للحياة في لندن. بسبب حدوث الكساد الكبير؛ وهي أزمة اقتصادية حدثت عام 1929، انتقلت فيوليت مع أخيها الأصغر ديكي للحياة في منزل عمة أمهما في بيكاردي الواقعة شال فرنسا حتى عادت العائلة إلى لمّ شملها مرة أخرى في جنوب لندن عند بلوغ فيوليت عامها الحادي عشر. كانت فيوليت فتاة نشيطة ونابضة بالحياة، تحب الرياضة البدنية وركوب الدراجة والتزحلق على الجليد برفقة أخوانها الأربعة وأبناء أعمامها الذكور، ما جعل بعض الناس يصفونها بالمسترجلة. التحقت فيوليت بمدرسة بريكستون، وسرعان ما تعلمت الإنكليزية التي كانت قد نسيتها، وكانت متحدثة ممتازة بالفرنسية. عندما بلغت عامها الرابع عشر، ذهبت فيوليت للعمل في فرنسا كصانعة للمشدات في جنوب كينغستون ثم إلى وولوورث في شارع أكسفورد. كانت أسرتها متحابة، ولكن ذلك لا ينفي اشتباكها مع والدها الصارم ومغادرتها إلى فرنسا في أغلب الأحيان. كان أفراد عائلتها (باستثناء أبيها) يتحدثون مع بعضهم بالفرنسية داخل المنزل. عملت بعد اندلاع الحرب العالمية الثانية في لا بون مارشيه، وهو متجر في مقاطعة بريكستون.

## الحرب العالمية الثانية
في أوائل الأربعينيات من القرن الماضي، التحقت فيوليت بجيش النساء، وأُرسلت لقطف الفراولة في فارهام، هامبشاير، لكنها سرعان ما عادت إلى لندن للعمل ضمن أحد مصانع الأسلحة في أكتون. قابلت فيوليت إتيان زابو، وهو ضابط صف في الفيلق الأجنبي الفرنسي ذو الأصل الهنغاري، وذلك في موكب يوم الباستيل في لندن عام 1940 عندما أرسلتها أمها برفقة صديقها ويلي ويلسون لدعوة أحد الجنود الفرنسيين على العشاء. تزوجا في مكتب تسجيل الدرشوت في مانور بارك في 21 أغسطس 1940 بعد فترة من الحب دامت 24 يومًا. كان عمر فيوليت حينها 19 عامًا، وإتيان 31 عامًا. استمتع الزوجان بقضاء شهر العسل قبل أسبوع من إرسال إتيان للقتال في الهجوم الفرنسي على داركار في السنغال. من هناك، ذهب إتيان إلى جنوب أفريقيا قبل بدء المعارك ضد حكومة فيشي، ثم شارك في الحملات العسكرية ضمن سوريا وأريتريا عام 1941 ثم عاد في إجازة قصيرة إلى المملكة المتحدة خلال وقت لاحق من نفس العام.
عملت فيوليت بعد زواجها كمشغلة على لوحة التبديل في مكتب البريد العام في مركز لندن، ثم عملت في الخدمة الإقليمية المساعدة في 11 سبتمبر عام 1941. أُرسلت إلى مدينة ليستر لتتلقى تدريبها الأولى قبل إرسالها للعمل في فوج التدريب على الصواريخ المضادرة للطائرات التابع للمدفعية الملكية البريطانية في أوزويستري. بعد تدريب مكثف في جزيرة أنغلزي، أرسلت غانر زابو برفقة فيوليت للخدمة في فرودشام بالقرب من وورينغتون، من ديسمبر 1941 وحتى فبراير من عام 1942. اكتشفت فيوليت حملها بعد أسابيع من بدء عملها ما اضطرها لترك العمل في الخدمة الإقليمية المساعدة والعودة حتى أُرسلت في مهمة إلى فرنسا في 1944. في 8 يونيو، ولدت زابو ابنتها تانيا في مستشفى سانت ماري بينما كان إتيان يؤدي مهمته في بيرحكيم في شمال أفريقيا. شارك في اليوم التالي بدفاع شجاع أمام الفيلق الأفريقي، واستطاع الهرب مع كتيبته من الاعتداء على فرقة بانزر 15 في 10 يونيو.
أرسلت فيوليت ابنتها الصغيرة إلى دار لرعاية الأطفال بينما كانت تعمل في مصنع للطائرات حنوب مودرن حيث كان يعمل والدها. خلال هذه الفترة، أُعلمت بوفاة زوجها في أحد المعارك. توفي إتيان في 24 تشرين الأول عام 1942 بجراح في صدره تلقاها أثناء قيادته رجال في المعركة ضمن مهمة تضليلية في قرية الحميمات خلال معركة العلمين الثانية، مات من دون أن يرى ابنته. كان موت إتيان هو ما جعل فيوليت تقبل عرض عمل يتضمن تدريبها كعميل ميداني في العمليات الخاصة البريطانية، حيث رأت أن تلك هي أفضل طريقة للانتقام لزوجها.

## العمليات الخاصة البريطانية
لم يكن من الواضح سبب قبول تجنيد زابو من قبل الفرع إف من العمليات الخاصة نظرًا لضعف سيرتها لذاتية، لكن ربما ساعدتها طلاقتها في الفرنسية وعملها السابق في الخدمات الإقليمية المساعدة في لفت النظر إليها من قبل فرقة العمليات الخاصة. دُعيت لإجراء مقابلة تخص عملها الحربي من قبل أي بوتر المعروف باسم سيلوين جيبسون، وهو محقق ومجند في الفرع إف. حصلت زابو على تصريح أمني في 1 يوليو 1943 واختيرت للتدريب في العمل الميداني في 10 يوليو. كُلفت كمديرة قسم التمريض في مستوصف الإسعافات الأولية يومانري، والذي كان يستخدم حينها من قبل القوات الخاصة للتغطية على العميلات النساء.
بعد تقييم مدى إتقانها للفرنسية وقيامها بسلسلة من المقابلات، أُرسلت زابو من 7 إلى 27 أغسطس إلى مدرسة إس تي إس 4 التدريبية في وينترفولد هاوس، ثم إلى مدرسة التدريب الخاصة 24 في المجموعة أ من قرية أريسيج في المرتفعات الإسكتلندية في سبتمبر وأكتوبر، وذلك بعد تلقيها تقريرًا بنتائج جيدة حول تدريبها الأولي. تلقت زابو تدريبات مكثفة في مجال الطيران والملاحة خلال الليل والنهار واستخدام الأسلحة وطرق الهدم. كان التقرير بحقها متفاوت الدرجات ولكنها اجتازت حلقتها التدريبية وانتقلت إلى المجموعة ب.
أرسلت زابو من قبل العمليات الخاصة البريطانية إلى مدرسة لإكمال تربية الفتيات في بوليو هامبشير، حيث تدربت على طرق الهروب والإخلاء والتعرف على الزي الرسمي والإتصال المشفر وتلقت المزيد من التدريب في مجال الأسلحة. كانت المرحلة الأخيرة من تدريبها هي القفز لمظلي، إذ تلقت التدريب في مطار رينغواي بالقرب من مانشستر. خلال محاولتها الأولى، أصيب زابو إصابة خطيرة في كاحلها وأُرسلت إلى المنزل لحين تعافيها، وأمضت بعض الوقت في بورنموث (كانت إصابة كاحلها السبب في إخفاقها لاحقًا خلال مهمتها في فرنسا). تمكنت من العودة إلى أخذ دروس القفز المظلي مرة أخرى، ونجحت بدرجة ثانية في نوفمبر من عام 1944. في 24 يناير، كتبت زابو وصيتها بحضور فيرا أتكينز وماجور بيترسون من العمليات الخاصة، إذ عينت أمها رين كمنفذة للوصية وابنتها تانيا المستفيدة الوحيدة.
في عام 2012 كتب ماكس هاستينغ حول زابو: «كانت محبوبة من قبل نساء ورجال العمليات الخاصة، بسبب شجاعتها وضحكتها المعدية». بينما وصفها ليو ماركس بكونها «خصلة قاتمة من الأذى.. إضافة للهجتها التي أضفت ملامح القسوة عليها».